# Jacques de Montgomery
Jaques de Montgomery, seigneur de Lorges, detto «capitaine de Lorges» (1485 circa – 31 luglio 1562), è stato un militare francese di origine scozzese, ufficiale della Garde écossaise al servizio di Francesco I.

## Biografia
Figlio di Robert de Montgomery, nobile scozzese trasferitosi in Francia per mettersi al servizio di Francesco I, Jacques fu inviato in diverse ambasciate. Denisart lo indica come il responsabile dell'incidente occorso a Francesco I mentre era all'assedio de l'hôtel de Saint-Pol a Romorantin. Il capitano Lorges rifornì gli assediati durante l'assedio di Mézières e fu nominato colonnello della fanteria francese in Piemonte nel 1545 subentrando a Robert Stuart d'Aubigny come capitano della Guardia scozzese. Nel corso del brutale corteggiamento Montgomery portò a Dumbarton il corpo di spedizione francese sbarcato nel giugno 1545. Alla fine dell'autunno, respinse le truppe del conte di Hertford oltre i confini della Scozia.
Era sposato con Claudine de la  Boissière, dame de Ducey, dalla quale ebbe diversi figli, e in particolare Gabriel I e Jacques I. Nel 1543 acquistò dal  marchese Francesco II d'Orléans-Rothelin la contea di Montgomery in Normandia, dicendo che era appartenuta ai suoi antenati. Per tornare in terra natia, si dimise dalla sua carica in favore del figlio Gabriel..